# Осово (платформа)
О́сово (бел. Во́сава) — остановочный пункт грузо-пассажирских поездов, расположенный на неэлектрифицированной железнодорожной ветке Верейцы — Гродзянка линии Минск — Осиповичи в Осиповичском районе, Могилёвская область, Беларусь.
Расположен между станцией Лапичи и остановочным пунктом Гомоновка.
По состоянию на 2020 год грузо-пассажирские перевозки с высадкой на остановочном пункте выполняются ежедневно два раза в день тепловозом М62 по маршруту Осиповичи I — Гродзянка. Примерное время в пути со всеми остановками от станции Осиповичи I (начало полного маршрута) — 55 минут, от станции Верейцы — 30 минут, от станции Гродзянка — 35 минут.
Остановочный пункт находится в непосредственной близости от деревни Дубровка.